# Squash na Igrzyskach Pacyfiku 2007
Squash na Igrzyskach Pacyfiku 2007, odbył się w 2007 roku w stolicy Samoa, Apii. Poniżej znajdują się tabele z wynikami.

## Państwa uczestniczące
- Fidżi
- Nowa Kaledonia
- Norfolk
- Papua-Nowa Gwinea
- Samoa
- Wyspy Cooka

## Medale
| Konkurencja             | Złoto                                                                       | Srebro                                                                                  | Brąz                                                                             |
| Gra pojedyncza mężczyzn | Warren Yee                                                                  | Laurent Guepy                                                                           | Robert Stirrup                                                                   |
| Gra pojedyncza kobiet   | Naluge Guy                                                                  | Tepua Russell                                                                           | Eli Webb                                                                         |
| Gra podwójna mężczyzn   | Gael Gosse, Laurent Guepy                                                   | Ivan Chewlit, Norman Wetzell                                                            | Fabian Dinh, Robert Stirrup                                                      |
| Gra podwójna kobiet     | Alyson Sefo, Iokapeta Sialaoa                                               | Rita Takiveikata, W Loata Ledua                                                         | Bridgette Matrus, Kristine Seko                                                  |
| Gra drużynowa mężczyzn  | Laurent Guepy, Gael Gosse, Etienne Marziac, Fabian Dinh, Robert Stirrup Jr. | Warren Yee, Andrew McGoon, Sonalmeet Nagra, Gabriel Lum On, Filimone Lesuma             | Semo Olo, Ivan Chewlit, Norman Wetzell, Alan Schwalger, Jobenz Manoa             |
| Gra drużynowa kobiet    | Bridgette Matrus, Eli Webb, Kristine Seko, Naluge Guy, Tina Yansom          | , Christine Deneufbourg, Marie-Pierre Leca, Sylvaine Durand, Gina Duong, Caroline Quach | Alyson Sefo, Deidre Fuimaono, Iokapeta Sialaoa, Lucy Thompson, Samantha Marfleet |
| Mikst                   | Rita Takiveikata, Warren Yee                                                | Naluge Guy, Suari Madako Jr.                                                            | Ivan Chewlit, Samantha Marfleet                                                  |